# La Louvière Centre
La Louvière Centre is een Belgische voetbalclub uit La Louvière in de Henegouwse regio Centre. De club is aangesloten bij de KBVB met stamnummer 213 en heeft groen-wit als kleuren. De club speelde de eerste helft van de twintigste eeuw in de hogere nationale reeksen, sindsdien hoofdzakelijk in de nationale Bevorderingsreeksen of de provinciale reeksen.

## Geschiedenis
De club werd opgericht als Union Sportive du Centre op 4 februari 1922 en sloot in de zomer van dat jaar aan bij de Belgische Voetbalbond. De club ging van start in de gewestelijke Henegouwse reeksen. Bij het invoeren van de stamnummers in 1926 kreeg men stamnummer 213 toegekend.
De club klom geleidelijk op en kon in 1931 voor het eerst uitkomen in de nationale bevorderingsreeksen (toen de Derde Klasse). De club eindigde er jaar na jaar beter in zijn reeks, tot US du Centre in 1935, na vier seizoenen, erin slaagde met ruime voorsprong zijn reeks te winnen. US du Centre promoveerde naar de Eerste Afdeeling, de toenmalige Tweede Klasse.
US du Centre draaide er verscheidene seizoenen vlot mee in de middenmoot of de subtop. In 1937 was men zelfs tweede geëindigd in zijn reeks, weliswaar op ruime achterstand van reekswinnaar OC de Charleroi. Tijdens de Tweede Wereldoorlog werden de resultaten echter slechter tot men in 1946 uiteindelijk op een degradatieplaats eindigde. US du Centre zakte weer naar Bevordering, maar bleef er strijden voor de terugkeer naar de Eerste Afdeeling. Na een derde plaats in 1947, wist de ploeg in 1948 in zijn tweede seizoen in Bevordering zijn reeks te winnen, en de promotie terug naar de Eerste Afdeeling af te dwingen.
US du Centre kon zich enkele seizoenen handhaven in de Eerste Afdeeling, maar eindigde telkens slechts net boven de degradatiezone. In 1951/52 eindigde de ploeg echter afgetekend als allerlaatste op een degradatieplaats. Na dit seizoen werden competitiehervormingen doorgevoerd door de Voetbalbond. Het aantal nationale niveaus werd uitgebreid van drie naar vier klassen. Die vier reeksen in Vierde Klasse waren voortaan de Bevorderingsreeksen. Bovendien werd Tweede Klasse van twee reeksen teruggebracht naar één, waardoor heel wat clubs dienden te zakken. Ook US du Centre moest zo degraderen, en door zijn allerlaatste plaats zakte men niet naar de nieuwe Derde Klasse, maar moest men twee niveaus lager gaan spelen, in de Vierde Klasse. Dat eerste seizoen in Vierde Klasse eindigde US du Centre zelfs daar op een degradatieplaats. In twee jaar tijd was de club van uit het tweede nationale niveau teruggevallen tot in Eerste Provinciale.
Het bleef op dat moment echter bij slechts één seizoen in Provinciale. Men speelde er kampioen in 1954, en dwong zo meteen zijn terugkeer naar de nationale bevorderingsreeksen af. De ploeg draaide er al gauw mee in de subtop, en na vijf seizoenen wist men er in 1959 weer de titel te pakken. US du Centre promoveerde zo opnieuw naar Derde Klasse. Het verblijf duurde er echter slechts twee seizoenen, en in 1961 zakte men alweer terug naar Bevordering.
Na twee seizoenen in de middenmoot, eindigde men er het derde seizoen alweer op een degradatieplaats. Het zakte opnieuw naar Eerste Provinciale in 1964. En opnieuw slaagde men er meteen weer in daar de titel te pakken, en na één seizoen de terugkeer naar Bevordering af te dwingen. Handhaving zat er niet meer in. De club degradeerde een seizoen later weer naar Eerste Provinciale en zou er ditmaal een decennium blijven hangen.
In de tweede helft van de jaren 70 zou men er opnieuw in slagen af en toe in de nationale reeksen te spelen. In 1975/76 nam de club de koninklijke titel aan, en wijzigde zijn naam in Union Royale Sportive du Centre. Dat seizoen pakte men de titel in Eerste Provinciale, met na tien jaar de terugkeer in Vierde Klasse als gevolg. Na een verdienstelijk eerste seizoen, eindigde men in 1978 echter nipt opnieuw op een degradatieplaats. URS du Centre zakte weer, maar pakte na twee seizoenen Provinciale daar weer de titel, en promoveerde in 1980 wederom naar Vierde Klasse.
Ditmaal zou men zich er langer kunnen handhaven. URS du Centre bleef er het grootste deel van de jaren '80 spelen. De ploeg speelde er verscheidene seizoenen als middenmoter, maar na acht seizoenen strandde men echter op een laatste plaats. In 1988 verdween de club zo opnieuw naar Eerste Provinciale. URS du Centre bleef de volledige jaren '90 hangen in de provinciale reeksen. In 1997 was men zelfs even gedegradeerd naar Tweede Provinciale. Dankzij een titel kon men weliswaar na één seizoen terug de plaats in Eerste Provinciale innemen.
In het begin van de 21ste eeuw kon URS du Centre opnieuw aanknopen met nationaal voetbal. De ploeg won in 2001 de titel in Eerste Provinciale, en promoveerde zo weer. URS du Centre zou er de komende seizoenen regelmatig in de subtop eindigen en strijden voor een verdere promotie. In 2003 dwong men dankzij een vierde plaats zelfs al een plaats in de eindronde af. URS du Centre versloeg er KSV Sottegem, maar ging er in zijn tweede wedstrijd na het nemen van strafschoppen uit tegen Seraing RUL, en miste zo een promotie naar Derde Klasse. Dankzij een derde plaats kon men in 2004 opnieuw deelnemen aan de eindronde. URS du Centre versloeg KRC Gent-Zeehaven in de eerste ronde, en TK Meldert in de tweede ronde, maar in de finale was uiteindelijk KFC Evergem-Center net te sterk. Men won daarna weliswaar nog de wedstrijd voor de derde plaats, maar er zat wederom geen promotie in voor de club. Twee seizoenen later veroverde men opnieuw een eindrondeplaats. Ditmaal was reeds in de eerste rond RFC de Liège te sterk. In het seizoen 2007-2008 was het dan eindelijk zover : URS du Centre, dat intussen zijn thuismatchen ging spelen in La Louvière, werd met een straat voorsprong kampioen in vierde nationale D. Door de promotie speelde de club nu in dezelfde reeks als stadsrivaal RAA Louviéroise, dat net de promotie gemist had. URS deed het een stuk beter dan grote broer en eindigde het seizoen op de vijfde plaats, terwijl RAAL bijna het hele seizoen op een degradatieplaats stond en net voor het einde zelfs bekendmaakte failliet te gaan na het seizoen waardoor URS du Centre de beste club van de stad werd.
In 2011, toen voetbalclub Football Couillet-La Louvière terugkeerde naar Charleroi en de aanduiding La Louvière uit haar naam liet vallen, wijzigde URS du Centre zijn naam in Union Royale La Louvière Centre, afgekort URLC. Door de competitiehervorming van 2016 belandde de club in de nieuwe Tweede klasse amateurs, waar de club vierde werd in het eerste seizoen. In 2017 nam RC Charleroi-Couillet-Fleurus de naam RAAL La Louvière aan en verhuisde naar de stad om zo de oude glorie van het ter ziele gegane RAA Louviéroise te herstellen.  
In het seizoen 2018-2019 kroonde URLC zich tot kampioen van de Waalse afdeling van de tweede amateurklasse, waardoor het vanaf 2019 zal aantreden op het hoogste amateurniveau. Door de coronacrisis werd na 24 speeldagen de competitie geannuleerd. Op dat moment stond de club op de veertiende plaats, waarmee het moest degraderen naar Tweede klasse amateurs. Zo ver kwam het uiteindelijk niet, er waren meerdere profclubs die geen licentie kregen voor het profvoetbal en moesten afdalen naar de tweede klasse in het amateurvoetbal, waardoor de groen-witten degradatie bespaard bleef. 

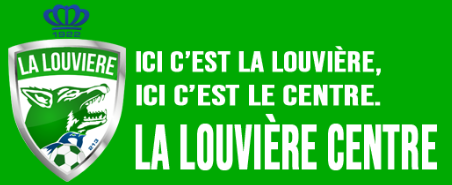
La Louvière Centre veranderde in mei 2020 haar logo, de vogel en kroon werden donkerblauw in plaats van groen.

Men besloot in mei 2020 om de clubnaam te veranderen naar La Louvière Centre, hiermee vervalt de toevoeging Union Royale. Volgens de Waalse club waren de letters URLC een synoniem voor de slechte herinneringen die men had aan betalingsverzuim. Ook zou de kleur blauw gedeeltelijk terugkomen in het logo.
Medio 2025 verhuisde de club terug naar haar oude stadion.

## Resultaten
| Seizoen                             | Klasse | Klasse | Klasse | Klasse | Klasse | Klasse | Klasse | Reeks                                                    | Punten                                                   | Opmerkingen                                                                     |
|                                     | I      | I      | II     | III    | P.I    | P.II   |        |                                                          |                                                          |                                                                                 |
| ----------------------------------- | ------ | ------ | ------ | ------ | ------ | ------ | ------ | -------------------------------------------------------- | -------------------------------------------------------- | ------------------------------------------------------------------------------- |
| Als Union Sportive du Centre        |        |        |        |        |        |        |        |                                                          |                                                          |                                                                                 |
| 1931/32                             |        |        |        | 10     |        |        |        | Bevordering B                                            | 23                                                       |                                                                                 |
| 1932/33                             |        |        |        | 5      |        |        |        | Bevordering C                                            | 28                                                       |                                                                                 |
| 1933/34                             |        |        |        | 4      |        |        |        | Bevordering B                                            | 29                                                       |                                                                                 |
| 1934/35                             |        |        |        | 1      |        |        |        | Bevordering C                                            | 42                                                       |                                                                                 |
| 1935/36                             |        |        | 4      |        |        |        |        | Eerste Afdeling B                                        | 32                                                       |                                                                                 |
| 1936/37                             |        |        | 2      |        |        |        |        | Eerste Afdeling B                                        | 34                                                       |                                                                                 |
| 1937/38                             |        |        | 4      |        |        |        |        | Eerste Afdeling A                                        | 30                                                       |                                                                                 |
| 1938/39                             |        |        | 7      |        |        |        |        | Eerste Afdeling A                                        | 27                                                       |                                                                                 |
| 1939/40                             |        |        |        |        |        |        |        |                                                          |                                                          | oorlog                                                                          |
| 1940/41                             |        |        |        |        |        |        |        |                                                          |                                                          | oorlog                                                                          |
| 1941/42                             |        |        | 6      |        |        |        |        | Eerste Afdeling B                                        | 27                                                       |                                                                                 |
| 1942/43                             |        |        | 8      |        |        |        |        | Eerste Afdeling B                                        | 25                                                       |                                                                                 |
| 1943/44                             |        |        | 11     |        |        |        |        | Eerste Afdeling A                                        | 23                                                       |                                                                                 |
| 1944/45                             |        |        |        |        |        |        |        |                                                          |                                                          | oorlog                                                                          |
| 1945/46                             |        |        | 16     |        |        |        |        | Eerste Afdeling A                                        | 19                                                       |                                                                                 |
| 1946/47                             |        |        |        | 3      |        |        |        | Bevordering D                                            | 41                                                       |                                                                                 |
| 1947/48                             |        |        |        | 1      |        |        |        | Bevordering C                                            | 49                                                       |                                                                                 |
| 1948/49                             |        |        | 10     |        |        |        |        | Eerste Afdeling B                                        | 28                                                       |                                                                                 |
| 1949/50                             |        |        | 13     |        |        |        |        | Eerste Afdeling A                                        | 28                                                       |                                                                                 |
| 1950/51                             |        |        | 10     |        |        |        |        | Eerste Afdeling B                                        | 27                                                       |                                                                                 |
| 1951/52                             |        |        | 16     |        |        |        |        | Eerste Afdeling A                                        | 12                                                       | Twee niveaus degradatie wegens competitiehervormingen                           |
|                                     | I      | I      | II     | III    | IV     | P.I    | P.II   | Vanaf 1952/53 zijn er 4 nationale niveaus                | Vanaf 1952/53 zijn er 4 nationale niveaus                | Vanaf 1952/53 zijn er 4 nationale niveaus                                       |
| 1952/53                             |        |        |        |        | 14     |        |        | Vierde Klasse D                                          | 23                                                       |                                                                                 |
| 1953/54                             |        |        |        |        |        | 1      |        | Eerste Provinciale                                       |                                                          |                                                                                 |
| 1954/55                             |        |        |        |        | 10     |        |        | Vierde Klasse B                                          | 29                                                       |                                                                                 |
| 1955/56                             |        |        |        |        | 5      |        |        | Vierde Klasse A                                          | 33                                                       |                                                                                 |
| 1956/57                             |        |        |        |        | 5      |        |        | Vierde Klasse B                                          | 41                                                       |                                                                                 |
| 1957/58                             |        |        |        |        | 4      |        |        | Vierde Klasse B                                          | 41                                                       |                                                                                 |
| 1958/59                             |        |        |        |        | 1      |        |        | Vierde Klasse B                                          | 43                                                       |                                                                                 |
| 1959/60                             |        |        |        | 7      |        |        |        | Derde Klasse B                                           | 32                                                       |                                                                                 |
| 1960/61                             |        |        |        | 15     |        |        |        | Derde Klasse A                                           | 22                                                       |                                                                                 |
| 1961/62                             |        |        |        |        | 9      |        |        | Vierde Klasse B                                          | 27                                                       |                                                                                 |
| 1962/63                             |        |        |        |        | 8      |        |        | Vierde Klasse D                                          | 28                                                       |                                                                                 |
| 1963/64                             |        |        |        |        | 14     |        |        | Vierde Klasse B                                          | 25                                                       |                                                                                 |
| 1964/65                             |        |        |        |        |        | 1      |        | Eerste Provinciale                                       |                                                          |                                                                                 |
| 1965/66                             |        |        |        |        | 14     |        |        | Vierde Klasse A                                          | 21                                                       |                                                                                 |
| 1966/67                             |        |        |        |        |        | 9      |        | Eerste Provinciale                                       |                                                          |                                                                                 |
| 1967/68                             |        |        |        |        |        | 9      |        | Eerste Provinciale                                       |                                                          |                                                                                 |
| 1968/69                             |        |        |        |        |        | 10     |        | Eerste Provinciale                                       |                                                          |                                                                                 |
| 1969/70                             |        |        |        |        |        | 7      |        | Eerste Provinciale                                       |                                                          |                                                                                 |
| 1970/71                             |        |        |        |        |        | 9      |        | Eerste Provinciale                                       |                                                          |                                                                                 |
| 1971/72                             |        |        |        |        |        | 6      |        | Eerste Provinciale                                       |                                                          |                                                                                 |
| 1972/73                             |        |        |        |        |        | 2      |        | Eerste Provinciale                                       |                                                          |                                                                                 |
| 1973/74                             |        |        |        |        |        | 6      |        | Eerste Provinciale                                       |                                                          |                                                                                 |
| 1974/75                             |        |        |        |        |        | 5      |        | Eerste Provinciale                                       |                                                          |                                                                                 |
| 1975/76                             |        |        |        |        |        | 1      |        | Eerste Provinciale                                       |                                                          |                                                                                 |
| 1976/77                             |        |        |        |        | 6      |        |        | Vierde Klasse A                                          | 35                                                       |                                                                                 |
| 1977/78                             |        |        |        |        | 16     |        |        | Vierde Klasse C                                          | 23                                                       |                                                                                 |
| 1978/79                             |        |        |        |        |        | 11     |        | Eerste Provinciale                                       |                                                          |                                                                                 |
| 1979/80                             |        |        |        |        |        | 1      |        | Eerste Provinciale                                       |                                                          |                                                                                 |
| 1980/81                             |        |        |        |        | 3      |        |        | Vierde Klasse C                                          | 39                                                       |                                                                                 |
| 1981/82                             |        |        |        |        | 4      |        |        | Vierde Klasse A                                          | 34                                                       |                                                                                 |
| 1982/83                             |        |        |        |        | 11     |        |        | Vierde Klasse B                                          | 28                                                       |                                                                                 |
| 1983/84                             |        |        |        |        | 4      |        |        | Vierde Klasse D                                          | 41                                                       |                                                                                 |
| 1984/85                             |        |        |        |        | 7      |        |        | Vierde Klasse B                                          | 29                                                       |                                                                                 |
| 1985/86                             |        |        |        |        | 4      |        |        | Vierde Klasse C                                          | 36                                                       |                                                                                 |
| 1986/87                             |        |        |        |        | 8      |        |        | Vierde Klasse A                                          | 31                                                       |                                                                                 |
| 1987/88                             |        |        |        |        | 16     |        |        | Vierde Klasse A                                          | 14                                                       |                                                                                 |
| 1988/89                             |        |        |        |        |        | 8      |        | Eerste Provinciale                                       |                                                          |                                                                                 |
| 1989/90                             |        |        |        |        |        | 2      |        | Eerste Provinciale                                       |                                                          |                                                                                 |
| 1990/91                             |        |        |        |        |        | 3      |        | Eerste Provinciale                                       |                                                          |                                                                                 |
| 1991/92                             |        |        |        |        |        | 11     |        | Eerste Provinciale                                       |                                                          |                                                                                 |
| 1992/93                             |        |        |        |        |        | 9      |        | Eerste Provinciale                                       |                                                          |                                                                                 |
| 1993/94                             |        |        |        |        |        | 8      |        | Eerste Provinciale                                       |                                                          |                                                                                 |
| 1994/95                             |        |        |        |        |        | 10     |        | Eerste Provinciale                                       |                                                          |                                                                                 |
| 1995/96                             |        |        |        |        |        | 10     |        | Eerste Provinciale                                       | 36                                                       |                                                                                 |
| 1996/97                             |        |        |        |        |        | 15     |        | Eerste Provinciale                                       | 24                                                       |                                                                                 |
| 1997/98                             |        |        |        |        |        |        | 1      | Tweede Provinciale B                                     | 86                                                       |                                                                                 |
| 1998/99                             |        |        |        |        |        | 3      |        | Eerste Provinciale                                       |                                                          |                                                                                 |
| 1999/00                             |        |        |        |        |        | 4      |        | Eerste Provinciale                                       | 54                                                       |                                                                                 |
| 2000/01                             |        |        |        |        |        | 1      |        | Eerste Provinciale                                       | 71                                                       |                                                                                 |
| 2001/02                             |        |        |        |        | 11     |        |        | Vierde Klasse A                                          | 33                                                       |                                                                                 |
| 2002/03                             |        |        |        |        | 4      |        |        | Vierde Klasse D                                          | 52                                                       | Verlies in eindronde voor promotie tegen Seraing RUL                            |
| 2003/04                             |        |        |        |        | 3      |        |        | Vierde Klasse D                                          | 57                                                       | Verlies in eindronde voor promotie tegen KFC Evergem-Center                     |
| 2004/05                             |        |        |        |        | 8      |        |        | Vierde Klasse A                                          | 40                                                       |                                                                                 |
| 2005/06                             |        |        |        |        | 3      |        |        | Vierde Klasse A                                          | 60                                                       | Verlies in eindronde voor promotie tegen RFC de Liège                           |
| 2006/07                             |        |        |        |        | 8      |        |        | Vierde Klasse A                                          | 40                                                       |                                                                                 |
| 2007/08                             |        |        |        |        | 1      |        |        | Vierde Klasse D                                          | 74                                                       |                                                                                 |
| 2008/09                             |        |        |        | 5      |        |        |        | Derde Klasse A                                           | 45                                                       | Verlies in eindronde voor promotie tegen Vigor Wuitens Hamme                    |
| 2009/10                             |        |        |        | 5      |        |        |        | Derde Klasse B                                           | 53                                                       | Verlies in eindronde voor promotie tegen Rupel Boom FC                          |
| 2010/11                             |        |        |        | 7      |        |        |        | Derde Klasse B                                           | 58                                                       |                                                                                 |
| Als Union Royale La Louvière Centre |        |        |        |        |        |        |        |                                                          |                                                          |                                                                                 |
| 2011/12                             |        |        |        | 3      |        |        |        | Derde Klasse B                                           | 65                                                       | Verlies in finale eindronde voor promotie na strafschoppen tegen KSV Oudenaarde |
| 2012/13                             |        |        |        | 4      |        |        |        | Derde Klasse B                                           | 63                                                       |                                                                                 |
| 2013/14                             |        |        |        | 5      |        |        |        | Derde Klasse B                                           | 50                                                       |                                                                                 |
| 2014/15                             |        |        |        | 11     |        |        |        | Derde Klasse B                                           | 47                                                       |                                                                                 |
| 2015/16                             |        |        |        | 9      |        |        |        | Derde Klasse A                                           | 50                                                       |                                                                                 |
|                                     | 1A     | 1B     | 1Am    | 2Am    | 3Am    | P.I    | P.II   | Vanaf 2016-17 zijn er 3 nationale en 2 regionale niveaus | Vanaf 2016-17 zijn er 3 nationale en 2 regionale niveaus | Vanaf 2016-17 zijn er 3 nationale en 2 regionale niveaus                        |
| 2016/17                             |        |        |        | 4      |        |        |        | Tweede klasse Am.                                        | 50                                                       |                                                                                 |
| 2017/18                             |        |        |        | 6      |        |        |        | Tweede klasse Am.                                        | 42                                                       |                                                                                 |
| 2018/19                             |        |        |        | 1      |        |        |        | Tweede klasse Am.                                        | 77                                                       |                                                                                 |
| 2019/20                             |        |        | 14     |        |        |        |        | Eerste klasse Am.                                        | 26                                                       | Vroegtijdig stopgezet wegens de Coronacrisis                                    |
| Als La Louvière Centre              |        |        |        |        |        |        |        |                                                          |                                                          |                                                                                 |
| 2020/21                             |        |        | -      |        |        |        |        | Eerste nationale                                         | -                                                        | Competitie geschrapt wegens Covid-19                                            |
| 2021/22                             |        |        | 15     |        |        |        |        | Eerste nationale                                         | 9                                                        | Degradatie                                                                      |
| 2022/23                             |        |        |        | 4      |        |        |        | Tweede afdeling ACFF                                     | 56                                                       | Geen promotie wegens verlies in de eindronde van Young Reds (0-2)               |
| 2023/24                             |        |        |        | 10     |        |        |        | Tweede afdeling ACFF                                     | 44                                                       |                                                                                 |
| 2024/25                             |        |        |        | 17     |        |        |        | Tweede afdeling ACFF                                     | 25                                                       | Degradatie                                                                      |
| 2025/26                             |        |        |        |        |        |        |        | Derde afdeling ACFF                                      |                                                          |                                                                                 |